# Tipula (Lunatipula) subhelvola
Tipula (Lunatipula) subhelvola is een tweevleugelige uit de familie langpootmuggen (Tipulidae). De soort komt voor in het Palearctisch gebied.